# Sylwester Bielkiewicz
Sylwester Bielkiewicz – prawosławny metropolita kijowski w latach 1556–1567. Był jednym z dwóch przykładów osoby świeckiej, która została mianowana biskupem (wcześniej pełnił funkcję zarządcy wileńskiego monasteru Trójcy Świętej).